# Raiffeisenbank Geislingen-Rosenfeld
Die Raiffeisenbank Geislingen-Rosenfeld eG ist eine Genossenschaftsbank mit Sitz in der baden-württembergischen Stadt Geislingen im Zollernalbkreis.

## Geschichte
Die heutige Raiffeisenbank Geislingen-Rosenfeld eG entstand im Jahr 2001 durch die Fusion der Raiffeisenbank Kleiner Heuberg eG mit dem Sitz in Rosenfeld mit der Geislinger Bank e.G. (gegründet am 8. November 1892) mit dem Sitz in Geislingen.
Die Geislinger Bank eGmbH fusionierte bereits im Jahr 1967 mit der Spar- und Darlehnskasse Erlaheim eGmbH mit dem Sitz in Erlaheim und im Jahr 1971 mit der Spar- und Darlehnskasse Binsdorf eGmbH mit dem Sitz in Binsdorf. Mit Eintragung vom 7. Februar 1977 änderte sich die Firmierung in Geislinger Bank e.G.
Die Raiffeisenbank Kleiner Heuberg eG entstand im Jahr 1981 durch die Fusion der Raiffeisenbank Bickelsberg-Brittheim eG mit dem Sitz in Rosenfeld-Bickelsberg mit der Raiffeisenbank Leidringen eG mit dem Sitz in Rosenfeld-Leidringen.

## Rechtsverhältnisse
Die Raiffeisenbank Geislingen-Rosenfeld eG ist im Genossenschaftsregister beim Amtsgericht Stuttgart unter GnR 410008 eingetragen.

## Organisationsstruktur
Rechtsgrundlagen sind das Genossenschaftsgesetz und die durch die Generalversammlung beschlossene Satzung. Organe der Bank sind der Vorstand, der Aufsichtsrat und die Generalversammlung.

## Sicherungseinrichtung
Die Raiffeisenbank Geislingen-Rosenfeld eG ist der amtlich anerkannten Sicherungseinrichtung des Bundesverbandes der Deutschen Volksbanken und Raiffeisenbanken GmbH und der zusätzlichen freiwilligen Sicherungseinrichtung des Bundesverbandes der Deutschen Volksbanken und Raiffeisenbanken e.V. angeschlossen.

## Geschäftsausrichtung
Die Raiffeisenbank Geislingen-Rosenfeld eG betreibt das Universalbankgeschäft. Die Raiffeisenbank Geislingen-Rosenfeld eG gehört dem Baden-Württembergischen Genossenschaftsverband und darüber dem BVR an. Im Verbundgeschäft arbeitet sie mit der DZ Bank, R+V Versicherung, Bausparkasse Schwäbisch Hall, Teambank, VR Leasing,  DZ Hyp und der Union Investment zusammen.

## Geschäftsgebiet
Das Geschäftsgebiet liegt im Westen des Zollernalbkreises.
An diesen Orten betreibt die Bank Filialen:
- Geislingen (Hauptstelle, jur. Sitz)
- Bickelsberg (SB-Geschäftsstelle)
- Leidringen (SB-Geschäftsstelle)